# Helmetia
Helmetia é um gênero extinto de artrópodes do Cambriano médio. Seus fósseis foram encontrados no Burgess Shale do Canadá e na Formação Jince da República Tcheca.
Os fósseis são raros e pouco conhecidos; o gênero foi descrito por Walcott em 1918 e não foi reexaminado, embora tenha sido brevemente revisado na década de 1990 e tenha sido incluído em várias análises cladísticas . Foi agrupado com os aracnomorfos . Uma análise resolveu o Helmetiiida como um clado robusto e os parentes mais próximos dos trilobites.
O espécime mais completo de Helmetia tem 19 cm de comprimento e possui seis segmentos torácicos. Há um escudo na cabeça e um grande escudo na cauda, tornando o animal em forma de folha . Ao contrário das trilobites, a margem do escudo da cabeça é côncava, terminando em uma espinha em cada canto. Há uma estrutura oval com duas manchas no centro anterior do escudo da cabeça, atrás da qual estão dois olhos. Todo o animal é largo e plano com um exoesqueleto fino. A região central mostra cicatrizes musculares pareadas e estruturas filamentosas interpretadas como membros. Como o escudo da cabeça, os segmentos torácicos e o escudo da cauda são todos angulares em contorno e terminam em espinhos, Helmetia não é aerodinâmico e provavelmente seria um nadador lento. No entanto, o corpo achatado e os membros filamentosos sugerem um estilo de vida flutuante ou nadador. Foi interpretado como um alimentador de suspensão nectônica.